# Кринкі-Бялокункі
Кринкі-Бялокункі (пол. Krynki-Białokunki) — село в Польщі, у гміні Городиськ Сім'ятицького повіту Підляського воєводства.
Населення — 16 осіб (2011).
У 1975—1998 роках село належало до Білостоцького воєводства.

## Демографія
Демографічна структура станом на 31 березня 2011 року:
|          | Загалом | Допрацездатний вік | Працездатний вік | Постпрацездатний вік |
| -------- | ------- | ------------------ | ---------------- | -------------------- |
| Чоловіки | 8       | 1                  | 7                | 0                    |
| Жінки    | 8       | 2                  | 4                | 2                    |
| Разом    | 16      | 3                  | 11               | 2                    |